# Seiyu (supermercados)
Seiyu G.K. (合同会社西友 Gōdō-gaisha Seiyū?) es una cadena japonesa de supermercados e hipermercados. Se trata del tercer grupo japonés de venta minorista en cuota de mercado. Actualmente gestiona las marcas Seiyu (supermercados a nivel nacional), Livin (hipermercados) y Sunny (supermercados en Kyūshū).

## Historia

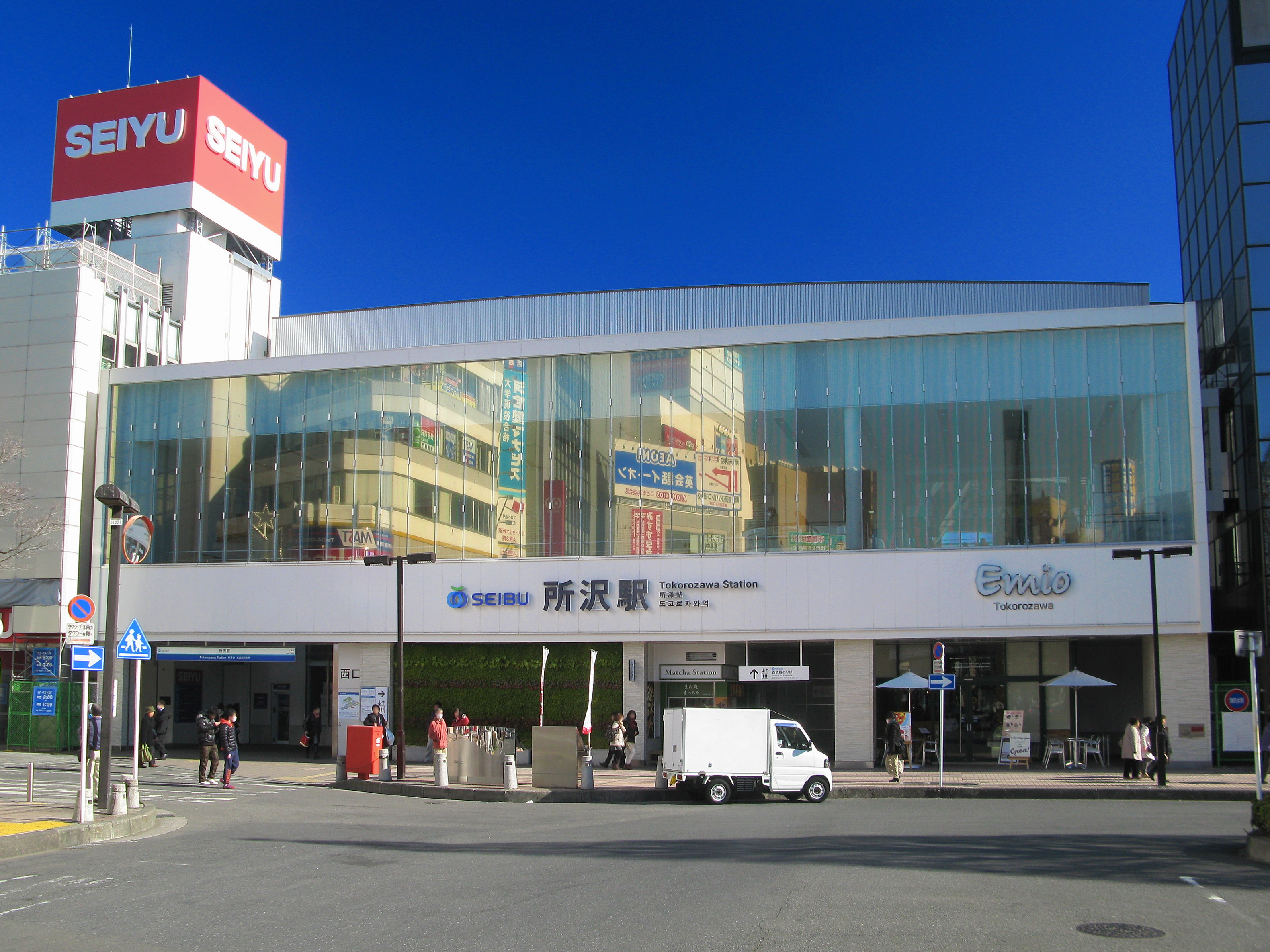
Establecimiento de Seiyu en la estación de Tokorozawa (Saitama).

Los orígenes de la empresa se remontan a 1956; el conglomerado Seibu Railway, fundado por el empresario Yasujirō Tsutsumi, había creado una nueva cadena de supermercados que en un primer momento estaría controlada por los grandes almacenes Seibu Department Stores. En 1963 el hijo del fundador, Seiji Tsutsumi, tomó las riendas del negocio y creó una nueva empresa independiente de Seibu, «Seiyu Stores», para asumir en exclusiva el control de esos supermercados. El grupo abrió sus primeras tiendas en Tokio, en su mayoría cerca de las estaciones de tren de Seibu Railway, y con el paso del tiempo se expandió a la región de Kansai.
A partir de los años 1970 diversificó su negocio dentro de la venta minorista. Los dos hechos más destacados fueron la apertura de las tiendas de conveniencia «FamilyMart» (1973) y la creación de la línea de marca blanca «Mujirushi Ryōhin» (Muji, 1980), que diez años después se convirtió en una empresa independiente del grupo.
Como otras empresas japonesas en la década de 1980, Seiyu emprendió una agresiva expansión mediante la apertura de grandes almacenes, la creación de una filial de servicios financieros, y nuevas tiendas en países del Sudeste Asiático. Esta estrategia se vio lastrada por la crisis económica de Japón en los años 1990, por lo que la mayoría de las operaciones nunca fueron rentables. Seiyu se vio obligada a cerrar los locales más deficitarios y a centrarse en la venta minorista, liquidando así el resto de negocios. Además tuvo que vender FamilyMart al grupo Itochu en 1998 para reducir su abultada deuda.
Desde 2008 hasta 2020 el propietario de Seiyu fue el grupo Walmart; los estadounidenses se habían hecho con una participación minoritaria en 2002, y seis años más tarde asumieron el control de la empresa. El objetivo de Walmart para reflotarla fue reducir las pérdidas del grupo, vender las filiales internacionales, establecer una estrategia de precios bajos, y enfrentar la elevada competencia del mercado minorista japonés. A finales de la década de 2010, Seiyu era el tercer grupo de supermercados en Japón con una cuota de mercado del 12%, por detrás de sus rivales Aeon (45%) e Ito-Yokado (14%).
En 2018, Seiyu firmó un acuerdo de colaboración con Rakuten para establecer un canal de venta en línea. Desde 2020, el capital de Seiyu está controlado por el grupo inversor KKR (65%) y por Rakuten (20%) como accionistas mayoritarios, mientras que Walmart permanece como socio minoritario (15%).